# Ahmed III.

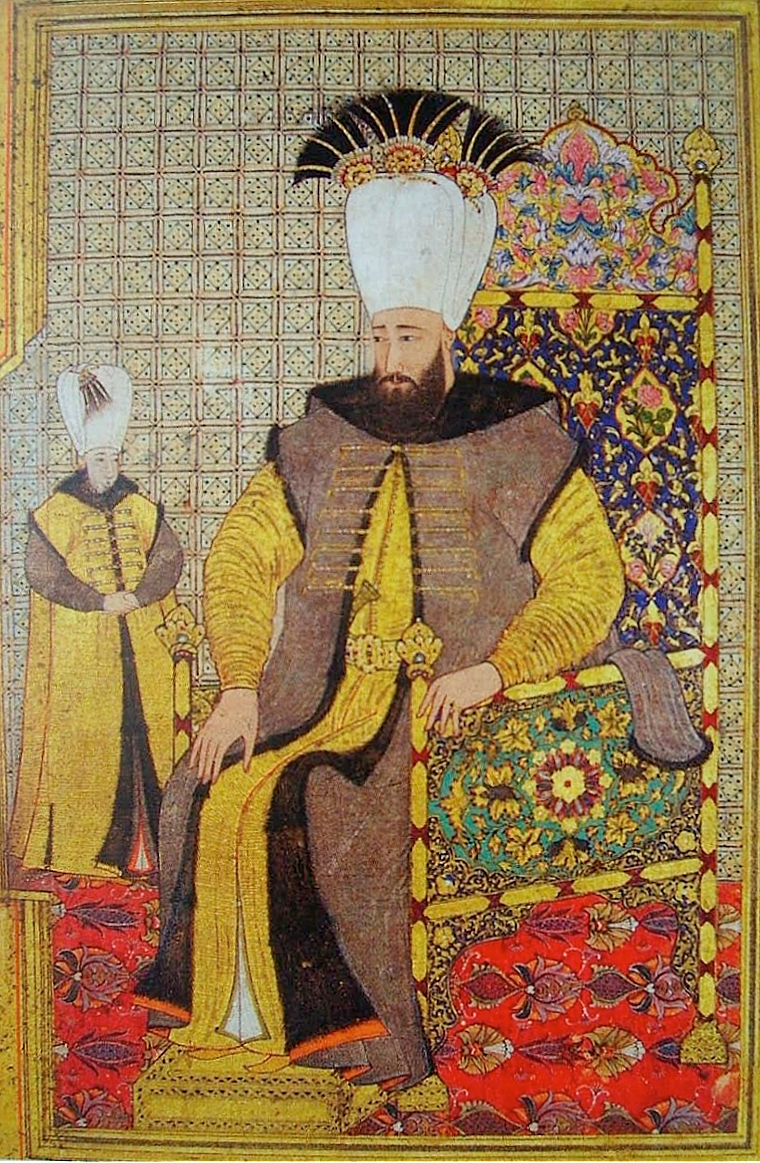
Ahmed III.

Ahmed III. (30. či 31. prosince 1673, Dobrič – 1. ledna 1736, Konstantinopol) byl sultánem Osmanské říše v letech 1703–1730. Přibližně druhá půlka jeho panování v letech 1718–1730 bývá v dějinách nazývána Tulipánová éra.

## Počátek vlády
Ahmed III. udržoval dobré vztahy s Francií zejména z důvodů hrozícího nebezpečí z Ruska, kde v té době vládl car Petr I. Veliký. Poskytl útočiště poraženému švédskému králi Karlu XII. a nechal se jím přesvědčit, aby vyhlásil Rusku válku.
Osmanská vojska poté v letech 1710–1711 dokonce porazila Rusy v Prutském tažení, získala zpět pevnost Azov a táhla k Moskvě. Toto tažení bylo nuceně zastavené vpádem vojsk Safíovců z Persie do Turecka. Tento vpád byl posléze zastaven, nicméně už nebyla síla obnovit válku s Ruskem.
V poslední válce s Benátkami v letech 1714 až 1718 se povedlo vojskům Ahmeda III. získat zpět Peloponéský poloostrov (v té době známý pod jménem Morea).
Co se týče východní Evropy, zde Osmané v Rakousko–turecké válce v letech 1716–1718 utrpěli porážku od habsburských vojsk vedených Evženem Savojským a byli v roce 1718 nuceni uzavřít mír v Požarevaci a vzdát se velké části Srbska a jeho hlavního města Bělehradu.

## Období tulipánů
Od roku 1718 nastalo v Osmanské říši dvanáctileté období relativního klidu. Plně se začaly rozvíjet diplomatické a obchodní vztahy se západní Evropou. V Turecku se pěstovaly hromadně tulipány pro export do Nizozemska, odtud vznikl název „období tulipánů“. Zároveň Ahmed III. zval do Istanbulu významné evropské umělce a architekty s cílem přiblížit Turecko západní Evropě, v té době již vyspělejší.
V této době byl v Istanbulu zaveden do praxe první knihtisk umožňující vydávat publikace v tureckém a arabském písmu.
Ke konci dvacátých let 18. století se však Ahmed III. přestal těšit popularitě u konzervativních janičářských kruhů, kteří mu vyčítali spolupráci s (islámsky) nevěřícím křesťanským západem. Mohl za to i velmi okázalý luxusní život Ahmeda a jeho blízkých spoluvládců. Po nečekaném vpádu vojsk z Persie v roce 1730 došlo v Istanbulu k povstání janičářů a Ahmed III. byl nucen popravit své blízké reformní rádce a vzdát se sultánského trůnu ve prospěch svého synovce Mahmuda I. Zemřel v domácím vězení v paláci Topkapi šest let poté.

## Rodina a potomstvo
Ahmed měl celkem 13 konkubín/manželek:
- Emetullah Kadın (zemřela v roce 1739)
- Rukiye Kadın
- Emine Mihrişah Sultan (zemřela v roce 1732)
- Şermi Kadın (zemřela v roce 1732)
- Ümmügülsüm Kadın (zemřela v roce 1768)
- Hatice Kadın (zemřela v roce 1722)
- Fatma Kadın (zemřela v roce 1732)
- Emine Muslihe Kadın (zemřela v roce 1750)
- Hanife Kadın (zemřela v roce 1750)
- Zeynep Kadın (zemřela v roce 1757)
- Şahin Kadın (zemřela v roce 1732)
- Hace Hanım Kadın

### Děti
Ahmed zplodil celkem 45 dětí, z nichž se však dospělosti dožilo pouze 6 synů a 9 dcer;

#### Synové
- Şehzade Mehmed (25. listopadu 1705 – 20. června 1706, pohřben v Nové mešitě);
- Şehzade Isa (23. února 1706 – 25. května 1706, pohřben v Nové mešitě);
- Şehzade Ali (18. června 1706 – 12. září 1706, pohřben v Nové mešitě);
- Şehzade Selim (8. září 1707 – 5. května 1708, pohřben v Nové mešitě);
- Şehzade Murad (4. února 1708 – 1. dubna 1708, pohřben v Nové mešitě);
- Şehzade Abdülmelik (12. prosince 1709 – 19. března 1710, pohřben v Nové mešitě);
- Şehzade Suleiman (25. srpna 1710 – 11. prosince 1732, pohřben v Nové mešitě), matkou byla Mihrişah;
- Şehzade Mehmed (17. října 1712 – 15. července 1713, pohřben v mešitě Darülhadis);
- Şehzade Selim (20. dubna 1715 – ?. 1715), dvojče Salihy Sultan, matkou byla Mihrişah
- Şehzade Mehmed (1. ledna 1717 – 22. prosince 1756, pohřben v Nové mešitě), korunní princ v letech 1754–1756;
- sultán Mustafa III. (28. ledna 1717 – 21. ledna 1774), matkou byla Mihrişah
- Şehzade Selim (6. prosince 1718, zemřel hned po narození);
- Şehzade Bayezid (4. října 1718 – 25. ledna 1771, pohřben v Nové mešitě), korunní princ v letech 1757–1771
- Şehzade Abdullah (18. prosince 1719 – 19. prosince 1719, pohřben v Nové mešitě);
- Şehzade Ibrahim (9. ledna 1721 – 5. dubna 1721, pohřben v Nové mešitě);
- Şehzade Numan (22. února 1723 – 29. prosince 1764, pohřben v Nové mešitě);
- sultán Abdul Hamid I . (20. března 1725 – 7. dubna 1789), matkou byla Şermi;
- Şehzade Seyfeddin (3. února 1728 – 1732, pohřben v Nové mešitě v Istanbulu), matkou byla Mihrişah;

#### Dcery
- Fatma Sultan (22. září 1704 – 4. ledna 1733, pohřbena v Nové mešitě), matkou byla Emetullah;
- Hatice Sultan (21. ledna 1707 – 8. prosince 1708, pohřbena v Nové mešitě);
- Rukiye Sultan (2. května 1707 – 4. května 1708, pohřbena v Nové mešitě);
- Ümmügülsüm Sultan (7. února 1708 – 1732, pohřbena v Nové mešitě), dvojče Zeynep
- Zeynep Sultan (7. února 1708 – 5. října 1708, pohřbena v Nové mešitě), dvojče Ümmügülsüm;
- Zeynep Sultan (5. ledna 1710 – 1. srpna 1710, pohřbena v Nové mešitě);
- Hatice Sultan (4. října 1710 – 1738, pohřbena v Nové mešitě), matkou byla Rukiye;
- Atike Sultan (29. března 1712 – 2. dubna 1738, pohřbena v Nové mešitě);
- Rukiye Sultan (7. března 1712 – 28. října 1714, pohřbena v Nové mešitě);
- Zeynep Sultan (8. dubna 1714 – 1715, pohřbena v mešitě Darülhadis);
- Zeynep Sultan (1715 – 25. března 1774, pohřbena ve své vlastní mešitě);
- Saliha Sultan (20. dubna 1715 – 11. října 1778, pohřbena na Eyüpském hřbitově), dvojče Selima, matko byla Hace Hanım;
- Ayşe Sultan (24. listopadu 1718 – 3. října 1776, pohřbena v Nové mešitě), with Muslihe;
- Ümmüseleme Sultan (? – 1718, pohřbena v Nové mešitě);
- Hatice Sultan (19. listopadu 1719 –2. srpna 1720, pohřbena v Nové mešitě);
- Reyhane Sultan (? – 12. prosince 1719, pohřbena v Nové mešitě);
- Emetullah Sultan (23. prosince 1719 – 5. února1720, pohřbena v Nové mešitě);
- Rukiye Sultan (? – 20. ledna 1720, pohřbena v Nové mešitě);
- Emetullah Sultan (29. září 1723 – 28. července 1724, pohřbena v Nové mešitě);
- Naile Sultan (15. února 1725 – 10. prosince 1726, pohřbena v Nové mešitě);
- Nazife Sultan (31. května 1725, zemřela hned po narození);
- Esma Sultan (14. března 1726 – 13. srpna 1788), matkou byla Hanife;
- Sabiha Sultan (26. listopadu 1726 – 3. prosince 1726, pohřbena v Nové mešitě);
- Rebia Sultan (28. října 1727 – 4. dubna 1728, pohřbena v Nové mešitě);
- Zübeyde Sultan (29. března 1728 – 4. června 1756), matkou byla Muslihe;
- Ümmüseleme Sultan (zemřela v roce 1732);
- Emine Sultan (zemřela v roce 1732);